# Fonts baptismaux de Léhon

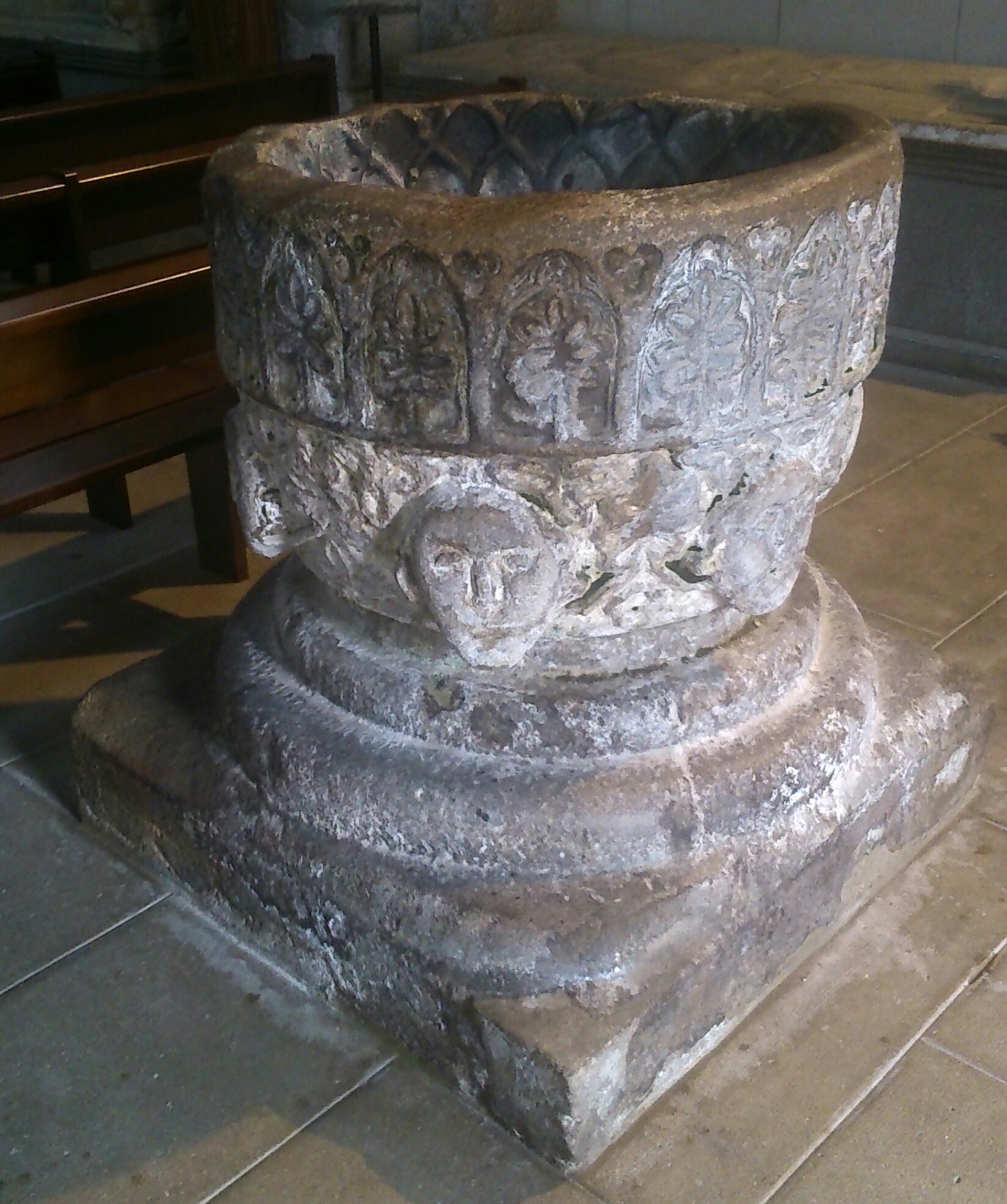
Fonts baptismaux de Léhon

Les fonts baptismaux de l'église abbatiale Saint-Magloire à Léhon, une ancienne commune du département des Côtes-d'Armor dans la région Bretagne en France, datent du XIIIe siècle. Les fonts baptismaux en granite, qui proviennent de l'ancienne église Notre-Dame, sont classés monuments historiques au titre d'objet depuis le 6 février 1976.